# Marismas Centrales
Las marismas Centrales' o Qurna fueron un gran complejo de humedales de Irak que formaba parte del sistema de los ríos Tigris-Éufrates, junto con las marismas de Hawizeh y de Hammar. Cubrían un área de alrededor de 3000 km², que se drenó casi completamente después de los  levantamientos de 1991 en Irak y en los últimos años se ha reabastecido.

## Características
Las marismas Centrales se extendían desde Nasiriyah, Al-'Uzair (Tumba de Ezra) hasta Al-Qurnah y estaban alimentadas principalmente por el Tigris y sus distribuidores (el Shatt al-Muminah y el Majar al-Kabir). Fueron drenadas por el canal de Prosperidad (parcialmente artificial), y por el río Gloria. Las marismas Centrales se caracterizaban por cañas qasab altas e incluían un conjunto de lagos de agua dulce, de los cuales el más grande era el Haur az-Zikri y el Umm al-Binni (literalmente "madre de binni", una especie de barbilla). Las marismas son el lugar de alimento del carricero de Basora y de la cerceta pardilla, junto con otras aves no reproductoras. Se piensa que el Levant darter (Anhinga rufa chantrei), una subespecie del pato aguja africano, y el maxwelli, subespecie de la nutria lisa; han desaparecido por completo, pero poblaciones pequeñas y amenazadas de ambas, aún existen. Se piensa que la rata bandicoota de cola corta de Bunn (Nesokia bunnii, sin. Erythronesokia bunnii), de la cual sólo se han encontrado especímenes en las Marismas Centrales, está extinta.
El área estuvo poblada anteriormente por los árabes de las marismas o Ma'dan, que pastaban búfalos con la vegetación endémica y cultivaban arroz.

## Drenado
A principios de la década de 1980, era evidente que los proyectos de riego ya habían afectando los niveles de agua en las marismas. A principios de la década de 1990, el gobierno de Irak acometió una serie de importantes proyectos de drenaje, en parte como retribución por los acontecimientos de los levantamientos de 1991, y para evitar que las milicias utilizaran la zona como refugio. El flujo hacia el sur desde los arroyos distributivos del Tigris fue bloqueado por grandes terraplenes y se descargó en el Al-Amarah o canal de Gloria, resultando en la pérdida de dos tercios de las marismas Centrales a partir de 1993. Un canal adicional, el Canal de Prosperidad, fue construido para evitar cualquier desbordamiento en el pantano desde el canal principal del Tigris mientras se corría hacia el sur desde el Qalat Saleh. A finales de la década de 1990, el pantano central se había secado completamente, sufriendo el daño más severo de las tres áreas principales del humedal. Para el año 2000, el Programa de las Naciones Unidas para el Medio Ambiente estimaba que el 90% de las marismas habían desaparecido.

## Reabastecimiento
Después de la invasión estadounidense de Irak en 2003, los terraplenes y las obras de drenaje se derrumbaron, y las marismas comenzaron a reabastecerse. Las marismas Centrales mostraron poca recuperación hasta el 2003, pero a principios del 2004 había aparecido un mosaico de lagos en las áreas del norte; hubo inundaciones en las áreas del sur que previamente habían estado secas desde principios de los años noventa. Desde entonces, se ha recolonizado un poco la vegetación natural de las marismas y han retornado algunas especies de peces y aves, aunque la recuperación de las marismas Centrales ha sido mucho más lenta en comparación con las marismas de Hawizeh y de Hammar; las secciones más dañadas de los humedales aún no han mostrado signos de recuperación. Se sospecha que la rata bandicoota de cola corta de Bunn se ha extinguido.